# رابرت آنتون ویلسون
 رابرت آنتون ویلسون (انگلیسی: Robert Anton Wilson؛ ۱۸ ژانویهٔ ۱۹۳۲ – ۱۱ ژانویهٔ ۲۰۰۷) یک نویسنده اهل ایالات متحده آمریکا بود.